# Amalie Materna
Pour les articles homonymes, voir Materna.
Amalie Materna (10 juillet 1844 Sankt Georgen an der Stiefing, Autriche - 18 janvier 1918 Vienne) est une soprano autrichienne connue pour avoir tenu plusieurs rôles à la création d'opéras de Richard Wagner.

## Carrière
Amalie Materna fait ses débuts professionnels à Graz en 1865. Elle apparaît dans plusieurs opérettes au Carltheater à Vienne. Elle débute au Wiener Staatsoper en 1869 dans le rôle de Sélika dans L'Africaine. Materna s'y produira pendant 25 ans, notamment en Amneris dans la première représentation à Vienne de Aida en 1874 et dans le rôle-titre à la première de La Reine de Saba (Die Königin von Saba) de Károly Goldmark, le 10 mars 1875.
Elle tient le rôle de Brünnhilde dans le premier cycle complet de Der Ring des Nibelungen à Bayreuth en 1876, dans la première représentation de Die Walküre (1877), de Siegfried (1878), et dans le premier cycle à Berlin au Victoria Theatre (1881). En 1882, elle crée le rôle de Kundry dans Parsifal à Bayreuth, reprenant le rôle chaque année jusqu'en 1891.
En 1884, Amalie Materna fait une tournée aux États-Unis avec Hermann Winkelmann et Emil Scaria (en). Elle rejoint le Metropolitan Opera l'année suivante en débutant le 5 janvier 1885 en Elisabeth dans Tannhäuser, puis en Valentine dans Les Huguenots, Rachel dans La Juive et Brünnhilde dans Die Walküre. À la fin de 1885, elle retourne à Vienne où elle se produit encore pendant neuf ans. Son dernier rôle fut celui d'Elisabeth dans Tannhäuser, le 31 décembre 1894. Elle enseigne ensuite le chant à Vienne. Elle fait une dernière apparition en 1913 dans le rôle de Kundry pour le centième anniversaire de la naissance de Wagner.
Amalie Materna était assez connue en France pour qu'un des personnages de Proust la cite : « Je crois qu'on pourra réussir à avoir ce monsieur à dîner, continua Flora ; quand on le met sur Maubant ou sur Mme Materna, il parle des heures sans s'arrêter. »